# Escuelas Públicas de Arlington
Las Escuelas Públicas de Arlington (Arlington Public Schools, APS en inglés) es el distrito escolar en Virginia, Estados Unidos. El distrito tiene escuelas en el Condado de Arlington.
El Condado de Arlington gasta aproximadamente la mitad de sus ingresos en educación, lo que le convierte en uno de los 10 condados de la nación que más gastan por estudiante (en 2004, sobre 13.000$, el segundo más alto en los Estados, por detrás de Nueva York). Para el año fiscal 2009, Arlington transfirió $350,1 millones de dólares al sistema de escuelas públicas. Menos del 20% de los fondos educacionales de Arlington son externos.

## Escuelas
Entre las escuelas primarias se encuentran:
| - Abingdon - Arlington Science Focus - Arlington Traditional - Ashlawn - Barcroft - Barrett - Campbell | - Carlin Springs - Escuela de Inmersión Claremont - Drew - Glebe - Patrick Henry - Hoffman Boston - Jamestown - Escuela de Inmersión Key | - Long Branch - McKinley - Nottingham - Oakridge - Randolph - Taylor - Tuckahoe |

Entre las escuelas medias se hallan:
| - Escuela de Inmersión Gunston - Woodlawn - Thomas Jefferson | - Kenmore - Swanson - Williamsburg |

Las escuelas secundarias de Arlington son:
| - The Career Center - Wakefield - Washington-Lee | - H-B Woodlawn - Yorktown |